# Cape Caribou River
Cape Caribou River (franska: Cape caribou river) är ett vattendrag i Kanada.   Det ligger i provinsen Newfoundland och Labrador, i den östra delen av landet, 1 400 km nordost om huvudstaden Ottawa.
Trakten runt Cape Caribou River är nära nog obefolkad, med mindre än två invånare per kvadratkilometer.